# Jules Voinot
Pour les articles homonymes, voir Voinot.
Jules Voinot (Henri-Louis dit Jules), né le 21 octobre 1855 et mort le 28 juin 1913 à Alger, est un architecte français. Ses réalisations sont caractéristiques de l'architecture néo-mauresque. Son père Auguste fait partie des premiers employés du service algérien des Bâtiments Civils. Son frère Edmond Voinot (1859-1903) est le 19e maire d'Alger, de 1899 à 1901. Il s'intéresse à l'architecture traditionnelle, notamment les ksours (fortins) d'Afrique du Nord.

## Réalisations
- Observatoire d'Alger, situé à Bouzareah, bâti en 1885[2]. Une des premières réalisations de Voinot, en très grande partie inspiré de l'Observatoire de Nice[5] ;
- Grande Poste d'Alger avec Marius Toudoire[6]. Son style néo-mauresque est une tentative de réinterprétation de l'architecture traditionnelle. Sa construction  renouvelle l'image d'Alger[7]. Elle est transformée en musée en 2014[8] ;
- Hôpital Mustapha Pacha en 1874[9] ;
- Modernisation de la préfecture d'Alger de 1908 à 1913[10]. Le céramiste algérois Ernest Soupireau est chargé de l’ornementation intérieure[11] ;
- Le Petit Théâtre de l'Alhambra en 1912 ;
- Les Galeries de la rue d'Isly[12].

## Galerie de photos

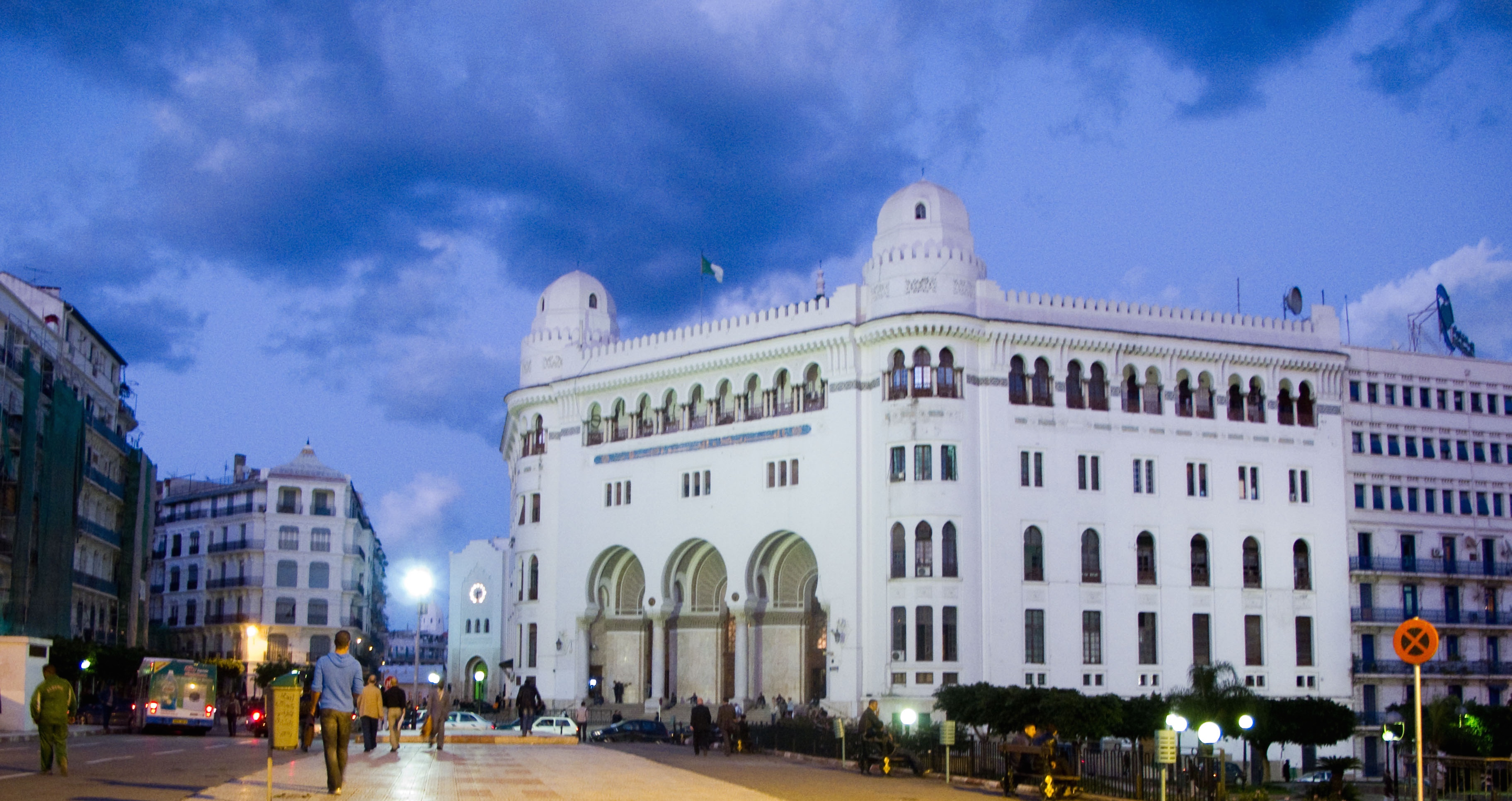
Vue de la Grande Poste, en soirée.
Entrée de la station de métro Tafourah - Grande Poste
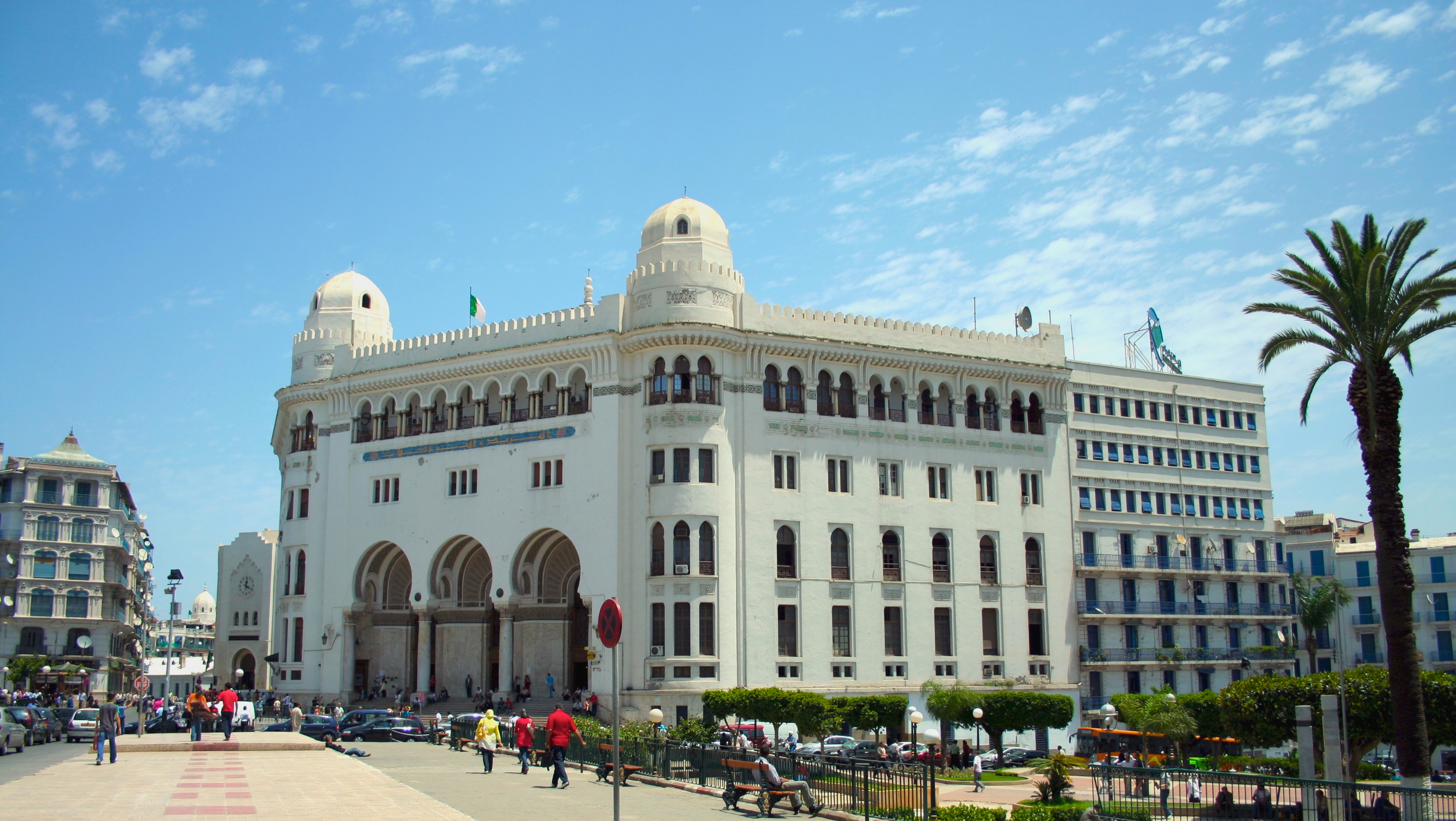
Vue de la Grande Poste depuis le boulevard El Khettabi
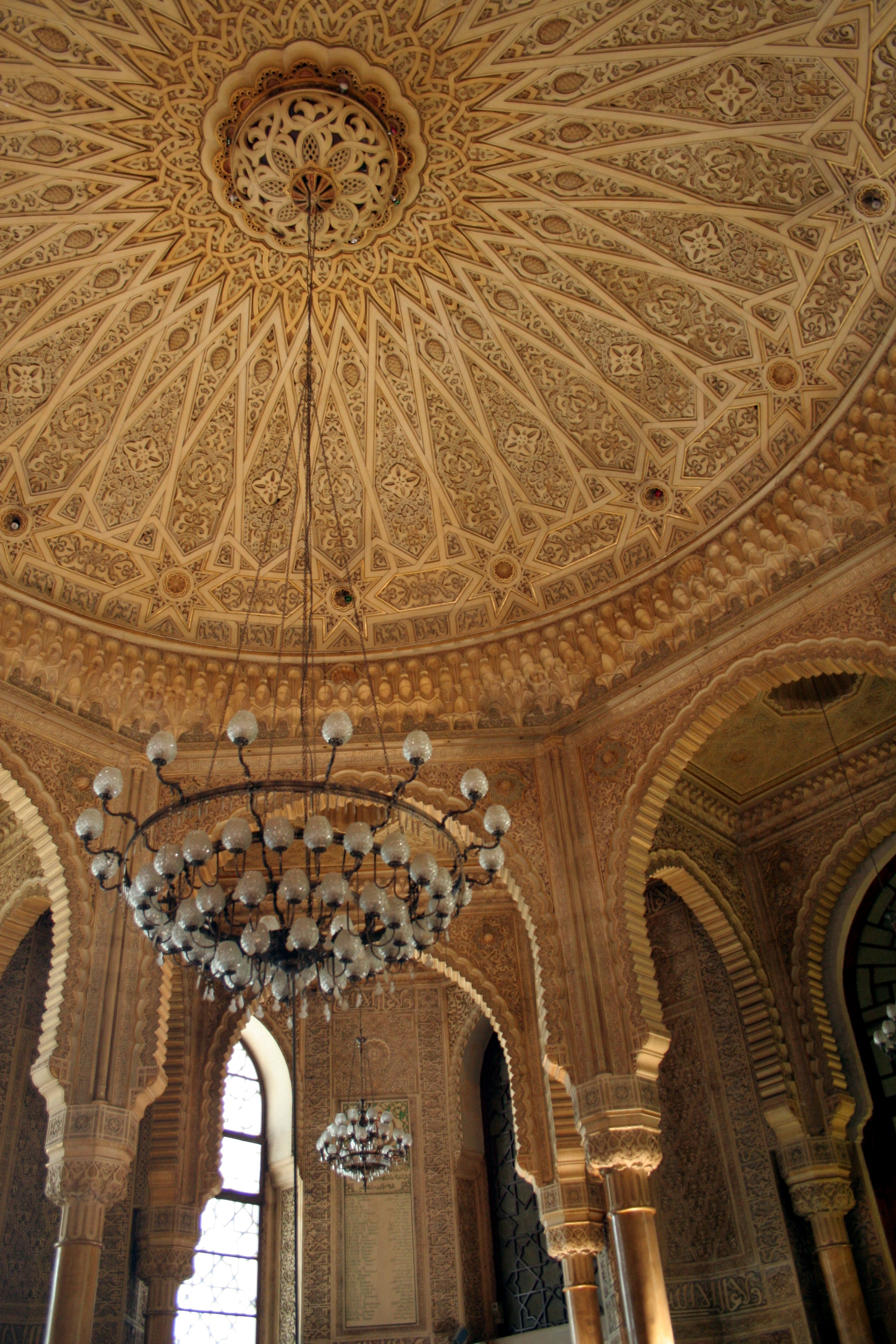
Intérieur de la Grande Poste, à côté des guichets

## Sources et bibliographie
- François Pouillon, Dictionnaire des orientalistes de langue française, Éditions Karthala, 2008, 1007 pages.  (ISBN 2845868022)